# Ірена Гут
Ірен Гут Опдайке (5 травня 1922 — 17 травня 2003) — польська медсестра, яка отримала міжнародне визнання за допомогу євреям, яких переслідувала нацисти під час Другої світової війни. Яд Вашем відзначив її як Праведника народів світу за порятунок дванадцяти людей.

## Життєпис
Ірена Гут народилася в католицькій родині в Козеніце, Польща. Згодом сім'я переїхала до Радома, де вона вступила в школу медсестер перед початком Другої світової війни.
Згодом потрапила в полон до солдатів Червоної Армії, де зазнала фізичного та сексуального насилля. У 1940 році вона втекла до родини в Радомі, але невдовзі була затримана під час облави німцями, які відправили її працювати на боєприпасний завод; звідти знайшла легшу роботу помічницею кухні в німецькому гарнізонному готелі в Радомі. У 1942 році майор Едвард Ругемер взяв її з собою до Тернополя. У віці 20 років Ірена стала свідком того, як німецький солдат убив немовля в 1942 році. Ця подія змінила її життя. Під час німецької окупації була найнята майором Вермахту Едуардом Рюгемером для роботи на кухні в готелі, який часто обслуговував нацистських чиновників. Натхненна релігією Гут таємно брала їжу з готелю і доставляла її до Тернопольського гетто. Під час ліквідації тернопільського гетто влітку 1942 року вона допомогла дванадцятьом євреям втекти, врятувавши їх від депортації та смерті: шестеро з них влаштували схованку в лісі і регулярно забезпечували їх їжею, а інші шість переховували їх. у підвалі будинку, де перебував майор Едвард Ругемер. Одна із захованих жінок народила сина, який вижив і разом з іншими дванадцятьма прожив у криївці до кінця війни.
Майор Едвард Ругемер через деякий час виявив, що Ірена Гут переховує євреїв у своєму будинку, але погодився залишитися з ними за умови, що Ірена Гут, крім домашньої допомоги, стане його коханкою.
З початком наступу Червоної Армії вона втекла до Німеччини. Після закінчення війни її звинуватили у співпраці з нацистами. Згодом вийшла заміж за делегата Організації Об'єднаних Націй Вільяма Опдайка. В Америці працювала дизайнером.

## Післявоєнна діяльність
Після заяви неонацистів у 1975 році, що Голокосту не існувало Ірена вирішила не мовчати. Вона видала мемуари «У моїх руках: спогади рятувальника Голокосту». У 1982 році вона була визнана і відзначена Яд Вашем як одна з польських Праведників народів світу.

## Папське благословення
9 червня 1995 року Опдайк була удостоєна папського благословення від Папи Івана Павла II на спільному богослужінні євреїв і католиків, яке відбулося в синагозі Шир Ха-Маалот в Ірвіні, Каліфорнія. Папське благословення було першим визнанням Римо-Католицької Церкви її допомоги євреям під час Голокосту. Ірена сказала: «Це найбільший подарунок, який я можу отримати за все, що я зробила у своєму житті».